# Chuanminshen violaceum
Chuanminshen es un género monotípico perteneciente a la familia Apiaceae. Su única especie, Chuanminshen violaceum, es originaria de China.

## Descripción
Es una hierba perennifolia con la raíz pálido rojizo marrón, y las partes interiores blancas, almidonados. Hojas en roseta basal, principalmente, con vainas del pecíolo de amplio margen, púrpura y escarioso; láminas de las hojas amplias y triangular-ovadas,  2-3 pinnadas, con pinnas a pares 3-4, 1-2 pares de pínulas; segmentos finales ovadas a ovado largo, 2-3 x 0,6-2 cm, envés glauco, base cuneada o redondeada, márgenes irregularmente 2-3-lobulado o dentado, ápice acuminado. Inflorescnecias en umbelas de 3-10 cm de ancho; con 4-8 rayos, 0,5-6 (-8) cm, muy desiguales. 5-7 fruta × 2-4 mm. Fl. y fr. Abril-junio.

## Distribución y hábitat
Se encuentra en herbazales a lo largo de las riberas de los ríos, también se cultiva en laderas de montaña; a una altitud de  100-800 m s. n. m. en Hubei y Sichuan en China.

## Propiedades
La raíz se utiliza en Hubei y Sichuan como sustituto regional para la medicina tradicional china "Ming Dang Shen" (ver Changium smyrnioides )

## Taxonomía
Chuanminshen violaceum fue descrita por M.L.Sheh & R.H.Shan y publicado en Acta Phytotaxonomica Sinica 18(1): 48–49, pl. 2. 1980.